# Afonso Anes de Brito

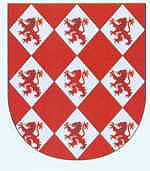
Brasão de Armas da Família Brito.

Afonso Anes de Brito “o clérigo de Évora” (Évora – Évora) foi um fidalgo e Cavaleiro medieval do Reino de Portugal. A alcunha de “o clérigo de Évora” deve-se ao facto de ter tido dois dos seus filhos com o cargo de Bispos..
Está documentado, juntamente com sua mulher, na instituição por seu filho, o bispo D. Martinho, a 1 de junho de 1350, do morgadio de Fontebela.

## Relações familiares
Foi filho de João Anes de Brito e de Madalena da Costa, filha de Gonçalo da Costa. 
Casou com Ousenda Pires de Oliveira, filha de Pedro de Oliveira e de Elvira Anes Pestana, de quem teve:
1. D. João Afonso de Brito (c. 1326 - Lisboa, 25 de Julho de 1341),[3] que foi bispo de Lisboa.[1]
2. D. Martinho de Brito, foi bispo de Évora.[4]
3. Constança Afonso de Brito (c. 1280  - ?), que casou, c. 1306,[5] com Mem Rodrigues de Vasconcelos [1] (c. 1275 - antes de 1339), senhor da Torre de Vasconcelos.[6]
4. Leonor Afonso de Brito, casou com Gil Roiz de Jolda.[1]